# 卡斯蒂加莱乌
卡斯蒂加莱乌，是西班牙阿拉贡自治区韦斯卡省的一个市镇。总面积27平方公里，总人口102人（2001年），人口密度4人/平方公里。